# Municipio de Wrenshall
El municipio de Wrenshall (en inglés: Wrenshall Township) es un municipio ubicado en el condado de Carlton en el estado estadounidense de Minnesota. En el año 2010 tenía una población de 382 habitantes y una densidad poblacional de 3,89 personas por km².

## Geografía
El municipio de Wrenshall se encuentra ubicado en las coordenadas 46°32′0″N 92°22′12″O / 46.53333, -92.37000. Según la Oficina del Censo de los Estados Unidos, el municipio tiene una superficie total de 98.16 km², de la cual 98,15 km² corresponden a tierra firme y (0 %) 0 km² es agua.

## Demografía
Según el censo de 2010, había 382 personas residiendo en el municipio de Wrenshall. La densidad de población era de 3,89 hab./km². De los 382 habitantes, el municipio de Wrenshall estaba compuesto por el 96,34 % blancos, el 0,52 % eran afroamericanos, el 1,83 % eran amerindios y el 1,31 % eran de una mezcla de razas. Del total de la población el 1,31 % eran hispanos o latinos de cualquier raza.